# Chlumčany (okres Louny)
Obec Chlumčany se nachází v okrese Louny v Ústeckém kraji. Žije v ní 595 obyvatel.

## Historie
První písemná zmínka o obci pochází z roku 1316.

## Obyvatelstvo
| Obec Chlumčany                                        | Obec Chlumčany | Obec Chlumčany | Obec Chlumčany | Obec Chlumčany | Obec Chlumčany | Obec Chlumčany | Obec Chlumčany | Obec Chlumčany | Obec Chlumčany | Obec Chlumčany | Obec Chlumčany | Obec Chlumčany | Obec Chlumčany | Obec Chlumčany |
|                                                       | 1869           | 1880           | 1890           | 1900           | 1910           | 1921           | 1930           | 1950           | 1961           | 1970           | 1980           | 1991           | 2001           | 2011           |
| ----------------------------------------------------- | -------------- | -------------- | -------------- | -------------- | -------------- | -------------- | -------------- | -------------- | -------------- | -------------- | -------------- | -------------- | -------------- | -------------- |
| Obyvatelé                                             | 543            | 615            | 769            | 895            | 1 019          | 988            | 976            | 717            | 755            | 659            | 525            | 419            | 480            | 507            |
| Místní část Chlumčany                                 |                |                |                |                |                |                |                |                |                |                |                |                |                |                |
| Obyvatelé                                             | 339            | 388            | 481            | 599            | 689            | 636            | 673            | 512            | 578            | 496            | 391            | 331            | 346            | 354            |
| Domy                                                  | 48             | 57             | 62             | 66             | 95             | 106            | 143            | 156            | 206            | 143            | 134            | 147            | 157            | 175            |
| Data z roku 1961 zahrnují i domy z místní části Vlčí. |                |                |                |                |                |                |                |                |                |                |                |                |                |                |

## Pamětihodnosti
V západní části vesnice stojí pozdně barokní kostel svatého Klementa postavený v letech 1771–1774. K památkově chráněným objektům patří také socha svatého Jana Nepomuckého u domu čp. 66 a cukrovar či spíše schwarzenberská sladovna (domy čp. 59 a 94).
Ve vesnici začíná naučná stezka Smolnický potok.

## Osobnosti
- Eduard Sochor, architekt
- Matěj Louda z Chlumčan, husitský hejtman a diplomat
- Antonín Mohl (1859–1924), rakouský a český národohospodář, pedagog, odborník na chmelařství a politik, na počátku 20. století poslanec Českého zemského sněmu[8]

## Části obce
- Chlumčany
- Vlčí

## Galerie

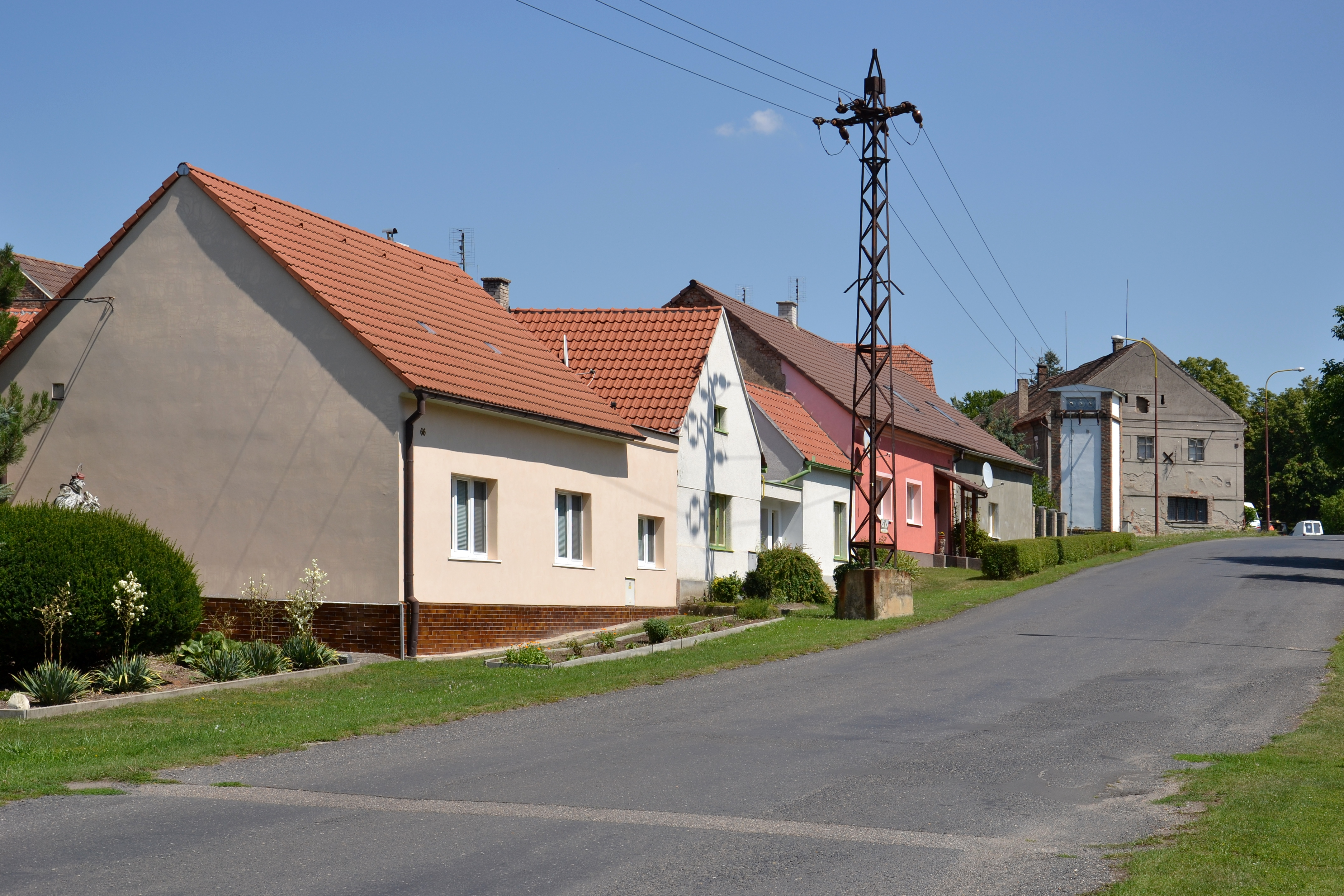
Západní okraj vesnice
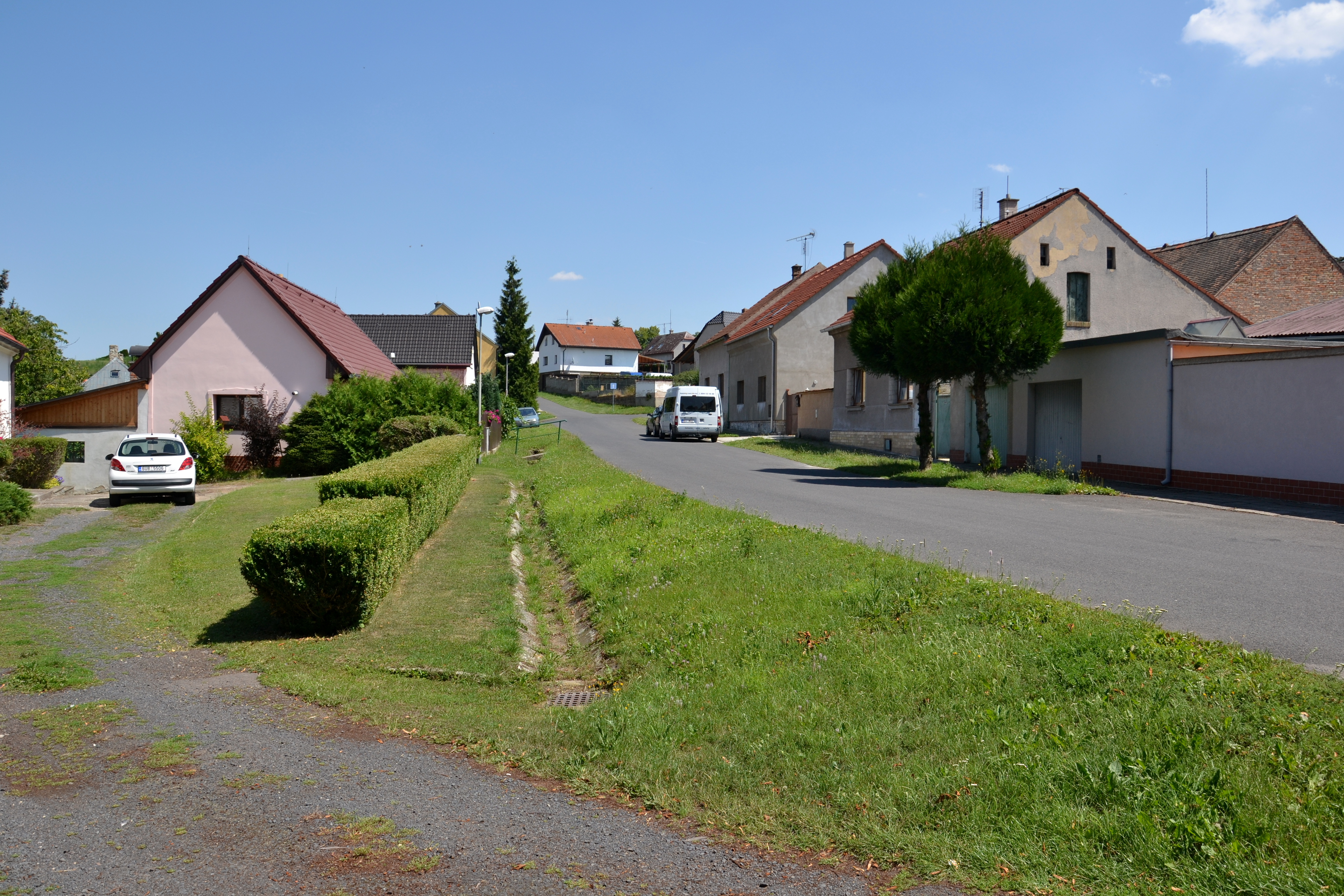
Ulice nad kostelem
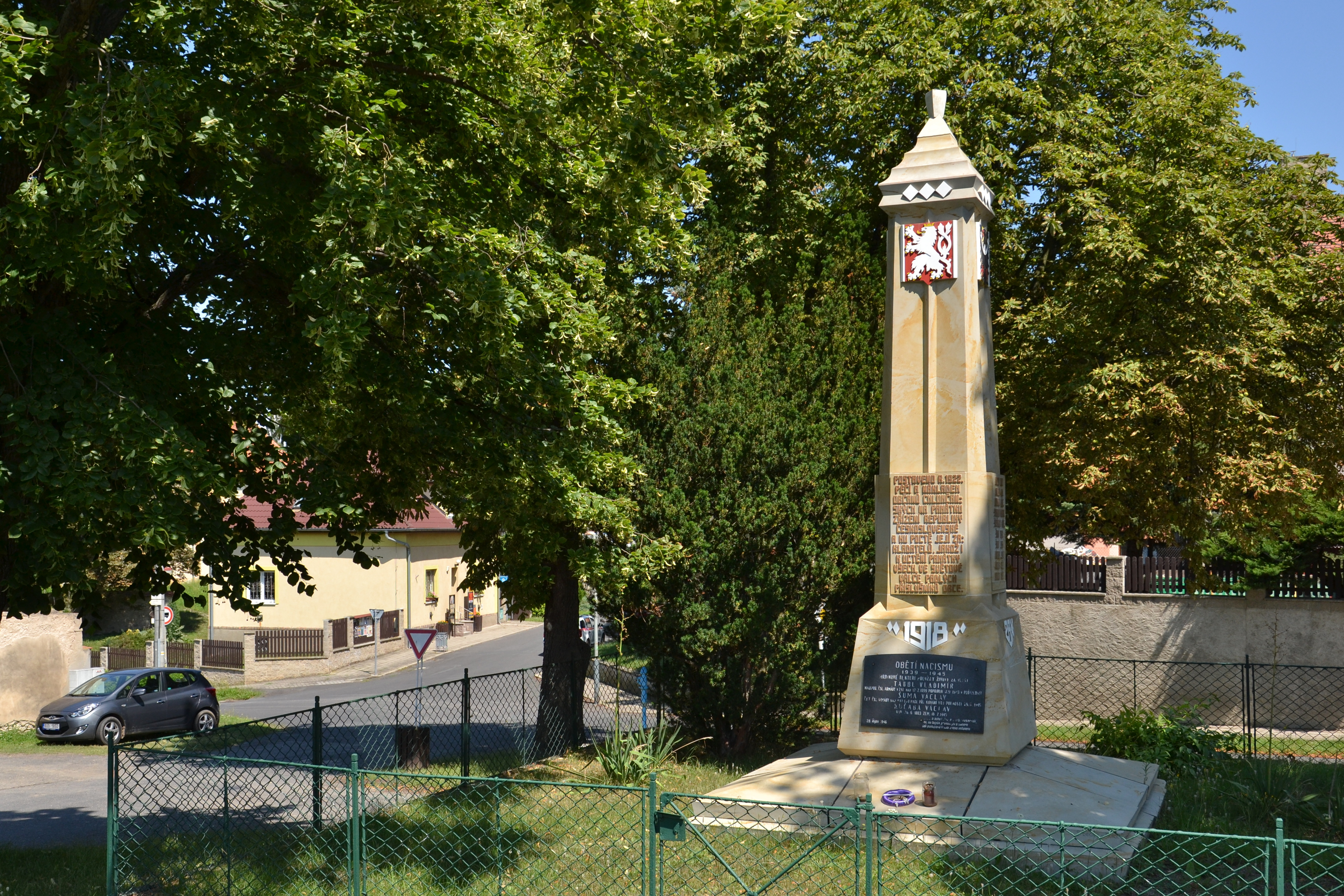
Pomník padlým ve světových válkách
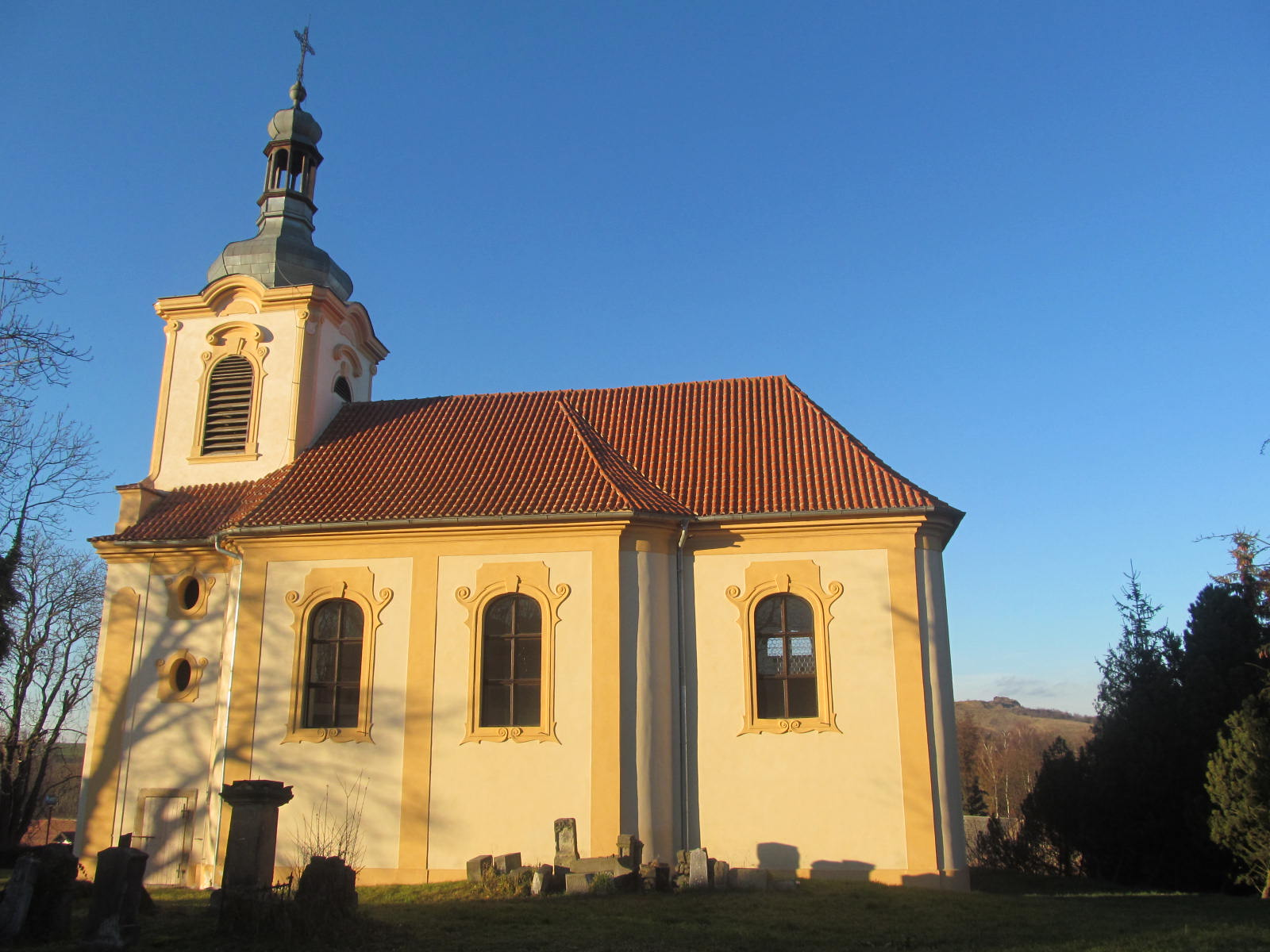
Kostel svatého Klementa
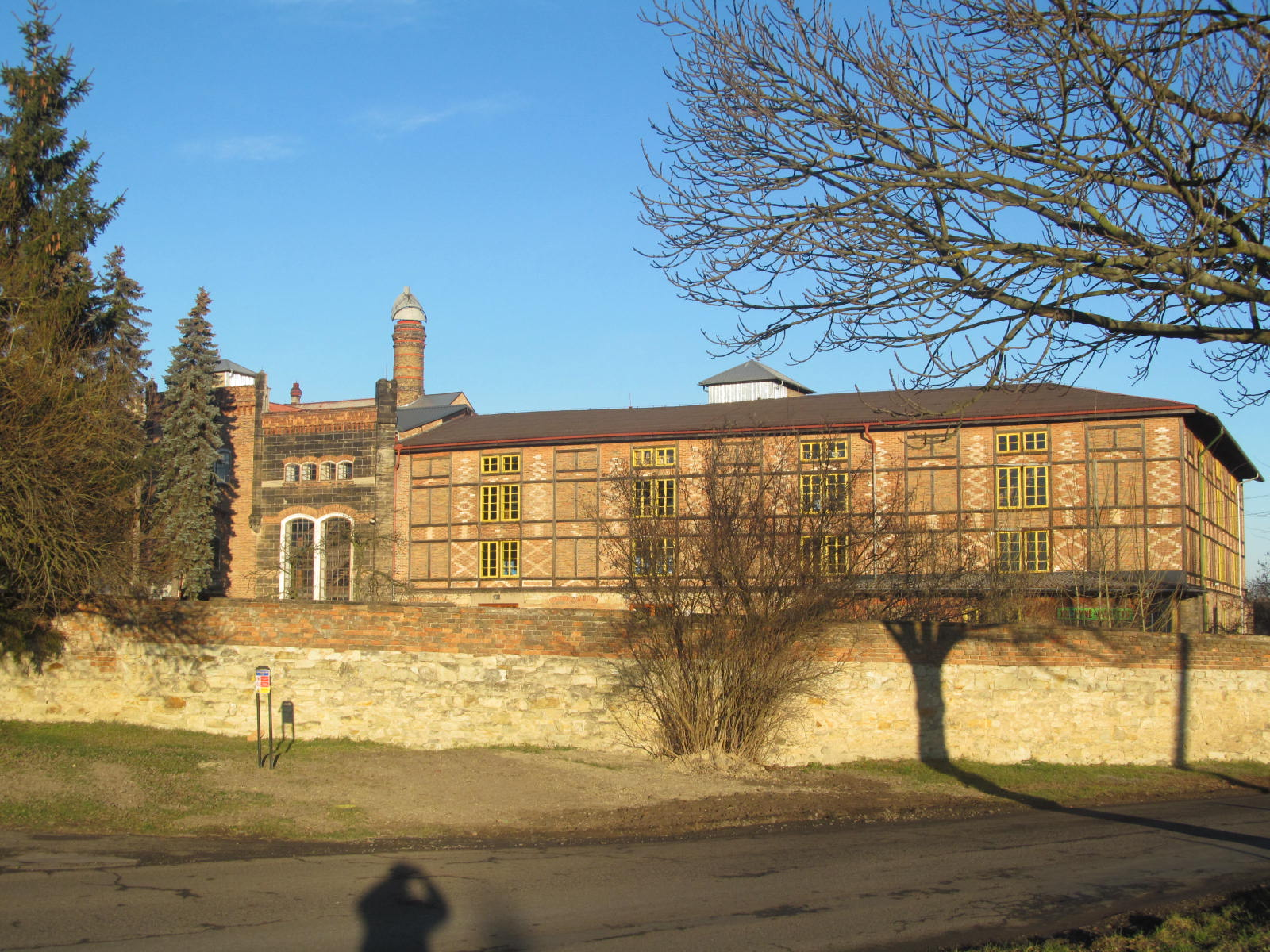
Cukrovar